# Unión Deportiva Santa Marta
La Unión Deportiva Santa Marta de Tormes es un club de fútbol de España de la ciudad de Santa Marta de Tormes en Salamanca, Castilla y León. Fue fundado en 1982 y actualmente milita en Tercera División en el grupo VIII.

## Historia

### Antecedentes futbolísticos en la localidad
Los primeros pasos para la práctica organizada del fútbol en Santa Marta tuvieron lugar en la década de los 60. Se van formando equipos de aficionados con raíz en grupos de amigos y que se conocen a través de los puntos de reunión de la localidad. Es así como en 1971 nace el equipo del Bar Bombay, que llegaría a militar en Regional hasta disolverse en 1979. Posteriormente la práctica del fútbol se canalizó por la AD Santa Marta, que constaba de dos equipos: uno para Regional y otro de juveniles.
El vertiginoso crecimiento de la población santamartina desde finales de los 70 provocó que la población demandase la creación de conjuntos de base, algo para lo que la AD Santa Marta no presentaba interés. Por eso en 1982 se crea la UD Santa Marta, en atención a la constitución de equipos alevines, infantiles, cadetes y juveniles.
Cuando en 1985 desaparece la AD Santa Marta, la Unión Deportiva pasa a hacerse cargo de todos los equipos.

### La Unión crece
Desde 1985 la cantera se va fortaleciendo, hasta que en 1991 se pone en marcha el equipo de Provincial. En la temporada 1995-96 llega al club el entrenador Jesús Benito, con quien el equipo logra por fin ascender a la entonces llamada Regional Preferente el mismo año que se estrena el San Casto, por entonces aún denominado Municipal de Los Hoyos. Las siguientes tres temporadas bajo su dirección consolidan el proyecto del primer equipo, hasta que en la 1999-2000, y ya bajo las direcciones de Mati, se consigue el ascenso a Tercera División tras finalizar como campeones de grupo.
El equipo se mantuvo en dos temporadas en Tercera para después descender y comenzar una breve etapa como equipo ascensor. En 2004 toma las riendas del equipo José Manuel Bárez, consiguiendo en 2007 un nuevo ascenso a Tercera División donde permaneció por cuatro temporadas, siendo este hasta la fecha su mayor recorrido por la categoría. La temporada 2011-2012 se encara de nuevo en Regional con un proyecto de reestructuración del equipo.

## Administración
Presidente:
Roberto M. Buenadicha

Vicepresidente Primero: 
L. Javier Rodríguez Collado
Vicepresidente Segundo : 
'Tito' García
Secretario: 
Juan Ramos
Tesorero: 
José Luis Nieto

Vocales: 
Lucio Pérez
Miguel Sánchez
Ricardo Iglesias
Claudio Mongilner Jorge Carlos Moro 
José María Sánchez
Manuel Sánchez. 

## Fútbol Base
Durante la temporada 2022-23 el club cuenta con los siguientes equipos inscritos en categorías de fútbol base:
| Categoría   | Nombre del equipo              | División                                                       |
| Juvenil     | U.D. Santa Marta de Tormes     | Liga Nacional - Grupo III                                      |
| Juvenil     | U.D. Santa Marta de Tormes "B" | 1ª División Regional de Juveniles - Grupo "B" (liga Recoletas) |
| Cadetes     | U.D. Santa Marta de Tormes     | 1ª División Regional de Cadetes (Liga Ssanyong)                |
| Cadetes     | U.D. Santa Marta de Tormes "B" | 2ª División Regional de Cadetes                                |
| Cadetes     | U.D. Santa Marta de Tormes "C" | 2ª División Provincial de Cadetes                              |
| Infantil    | U.D. Santa Marta de Tormes     | 1ª División Regional de Infantiles                             |
| Infantil    | U.D. Santa Marta de Tormes "B" | 1ª División Provincial de Infantiles                           |
| Infantil    | U.D. Santa Marta de Tormes "C" | 2ª División Provincial de Infantiles                           |
| Alevín      | U.D. Santa Marta de Tormes     | 1ª División Provincial de Alevines                             |
| Alevín      | U.D. Santa Marta de Tormes "B" | 2ª División Provincial de Alevines                             |
| Alevín      | U.D. Santa Marta de Tormes "C" | 3ª División Provincial de Alevines - Grupo 1                   |
| Alevín      | U.D. Santa Marta de Tormes "D" | 3ª División Provincial de Alevines - Grupo 2                   |
| Benjamín    | U.D. Santa Marta de Tormes     | 1ª División Provincial de Benjamines                           |
| Benjamín    | U.D. Santa Marta de Tormes "B" | 2ª División Provincial de Benjamines                           |
| Benjamín    | U.D. Santa Marta de Tormes "C" | 3ª División Provincial de Benjamines - Grupo 1                 |
| Benjamín    | U.D. Santa Marta de Tormes "D" | 3ª División Provincial de Benjamines - Grupo 2                 |
| Prebenjamín | U.D. Santa Marta de Tormes     | 1ª División Provincial de Prebenjamines                        |
| Prebenjamín | U.D. Santa Marta de Tormes "B" | 2ª División Provincial de Prebenjamines                        |
| Prebenjamín | U.D. Santa Marta de Tormes "C" | 3ª División Provincial de Prebenjamines                        |

### Lista de presidentes
INFORMACIÓN:
| - 1º Alfonso San Casto - 2º Emiliano Tena - 3º Jesús García - 4º Agustín Domínguez - 5º Claudio Carabias - 6º Paloma Laureiro - 7º Luis Mateos - 8º Raúl Sánchez Borrego - 9º Roberto Martín Buenadicha |

## Uniformes
- Uniforme titular: Camiseta roja y pantalón rojo, medias rojas.

- Uniforme alternativo: Camiseta blanco, pantalón blanco  y medias blancos.

### Indumentaria y patrocinador
En la temporada 2009-10 los uniformes fueron producidos por la firma Nike y su patrocinador principal fue Cárnicas Iglesias, industria asentada en la localidad desde hace décadas. Ahora en la actualidad el principal patrocinador del club es CAJA RURAL DE SALAMANCA , MATADERO FRIGORIFICO EL NAVAZO Y GRUPO LIMCASA

## Estadio

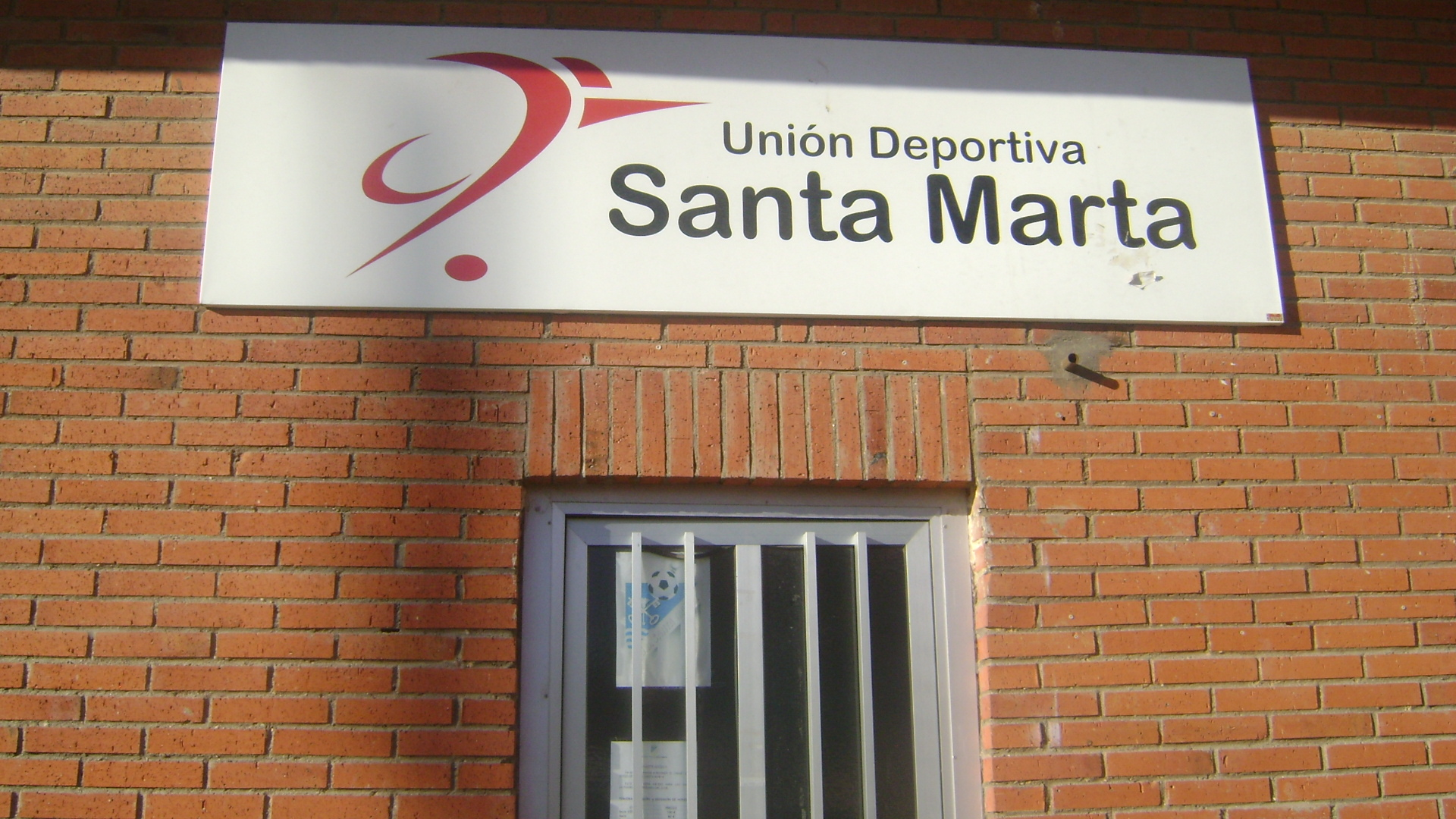
Sede de la UD Santa Marta

El equipo disputa sus partidos en el Estadio Alfonso San Casto, propio del Ayuntamiento de Santa Marta. Recibe el nombre del presidente fundador del club, fallecido en 2000. Cuenta con una capacidad aproximada de 1000 espectadores y está situado en el Paseo Enrique Tierno Galván, junto al resto de las principales instalaciones deportivas municipales: polideportivo, piscinas y frontón cubierto.
El San Casto fue construido como campo de tierra en 1996, a la vez que quedaba arrasado el tradicional campo de Valdelagua por la construcción de la nueva autovía. Dos años más tarde se abrían los vestuarios y para 1999 se remataba el graderío. El ascenso a Tercera División en 2000 dio el margen de un año al Ayuntamiento de Santa Marta para mejorar la superficie a hierba, lo cual entró en servicio en la temporada 2001/02.
La sede social de la UD Santa Marta se encuentra en el Estadio Alfonso San Casto de Santa Marta de Tormes (Paseo Tierno Galvan s/n).

## Trayectoria deportiva
| Temporada     | División         | Posición |
| ------------- | ---------------- | -------- |
| hasta 1995/96 | Provincial       | —        |
| 1996/97       | Regional         | 11º      |
| 1997/98       | Regional         | 11º      |
| 1998/99       | Regional         | 6º       |
| 1999/00       | Regional         | 1º       |
| 2000/01       | Tercera División | 8º       |
| 2001/02       | Tercera División | 18º      |
| 2002/03       | Regional         | 1º       |
| 2003/04       | Tercera División | 19º      |
| 2004/05       | Regional         | 9º       |
| 2005/06       | Regional         | 7º       |
| 2006/07       | Regional         | 1º       |
| 2007/08       | Tercera División | 10º      |

| Temporada | División         | Posición |
| --------- | ---------------- | -------- |
| 2008/09   | Tercera División | 12º      |
| 2009/10   | Tercera División | 16º      |
| 2010/11   | Tercera División | 19º      |
| 2011/12   | Regional         | 1º       |
| 2012/13   | Tercera División | 17º      |
| 2013/14   | Tercera División | 19º      |
| 2014/15   | Regional         | 1º       |
| 2015/16   | Tercera División | 19º      |
| 2016/17   | Regional         | 2º       |
| 2017/18   | Regional         | 2º       |
| 2018/19   | Tercera División | 13º      |
| 2019/20   | Tercera División | 15º      |
| 2020/21   | Tercera División | 9º       |

## Palmarés
- Temporadas en 1ª: 0
- Temporadas en 2ª: 0
- Temporadas en 2ªB: 0
- Temporadas en 3ª: 15 (incluida temporada 2022/23)
- Mejor puesto en la liga: 8º (Tercera División temporada 2000/01)

### Torneos
- Primera Regional de Castilla y León (5): 1999/00, 2002/03, 2006/07 , 2011/12 y 2014/2015.

## Jugadores y cuerpo técnico

### Plantilla y cuerpo técnico 2023/24
- En 1.ª y 2.ª desde la temporada 1995-96 los jugadores con dorsales superiores al 25 son, a todos los efectos, jugadores del filial y como tales, podrán compaginar partidos con el primer y segundo equipo. Como exigen las normas de la LFP, los jugadores de la primera plantilla deberán llevar los dorsales del 1 al 25. Del 26 en adelante serán jugadores del equipo filial.
- Como exigen las normas de la RFEF desde la temporada 2019-20 en 2ªB y desde la 2020-21 para 3.ª, los jugadores de la primera plantilla deberán llevar los dorsales del 1 al 22, reservándose los números 1 y 13 para los porteros y el 25 para un eventual tercer portero. Los dorsales 23, 24 y del 26 en adelante serán para los futbolistas del filial, y también serán fijos y nominales.
- Los equipos españoles están limitados a tener en la plantilla un máximo de tres jugadores sin pasaporte de la Unión Europea. La lista incluye solo la principal nacionalidad de cada jugador.La lista incluye solamente la principal nacionalidad de cada jugador. Algunos de los jugadores no europeos tienen doble nacionalidad de algún país de la UE:

```
LEYENDA
 
* 
Canterano
: 
 
* 
Pasaporte europeo
: 
 
* 
Extracomunitario sin restricción
: 

* Extracomunitario: 
 
* 
Formación
: 
```

### Exjugadores
Por las categorías inferiores han pasado jugadores como: